# Narodowa Organizacja Gimnazjalna
Narodowa Organizacja Gimnazjalna, potocznie "Noga" (znana też pod nazwą Organizacja Młodzieży Narodowej) – tajna ideowo-wychowawcza organizacja przedwojennej endecji, prowadząca działalność na terenie gimnazjów, działająca w latach 1927-1939.
Powołanie "Nogi" było reakcją Obozu Wielkiej Polski na utworzenie przez władze sanacyjne organizacji stanowiących później Straż Przednią. 
Narodowa Organizacja Gimnazjalna rekrutowała w międzywojennych gimnazjach młodych działaczy, którzy przechodzili później do działalności w innych strukturach obozu narodowego.